# Wilhelm Dornewaß
Wilhelm Dornewaß (6. Juni 1819 in Magdeburg – 6. Juni 1896 in Darmstadt) war ein deutscher Tänzer und Theaterschauspieler.

## Leben
Dornewaß unternahm mit der Gesellschaft des Hof-Ballettmeisters Karl Tescher große Gastspielrundreisen nach Schweden, Finnland, Russland, Holland, London, Paris etc. und trat 1839 in den Verband der Hofbühne in Darmstadt, der er bis 1881 (seit 1842 auch schauspielerisch tätig) angehörte. Er war einer der meistbewunderten Grotesktänzer seiner Zeit. Er starb an seinem 77. Geburtstag.
Sein Sohn war der Opernsänger Otto Dornewaß.